# Restauración arquitectónica

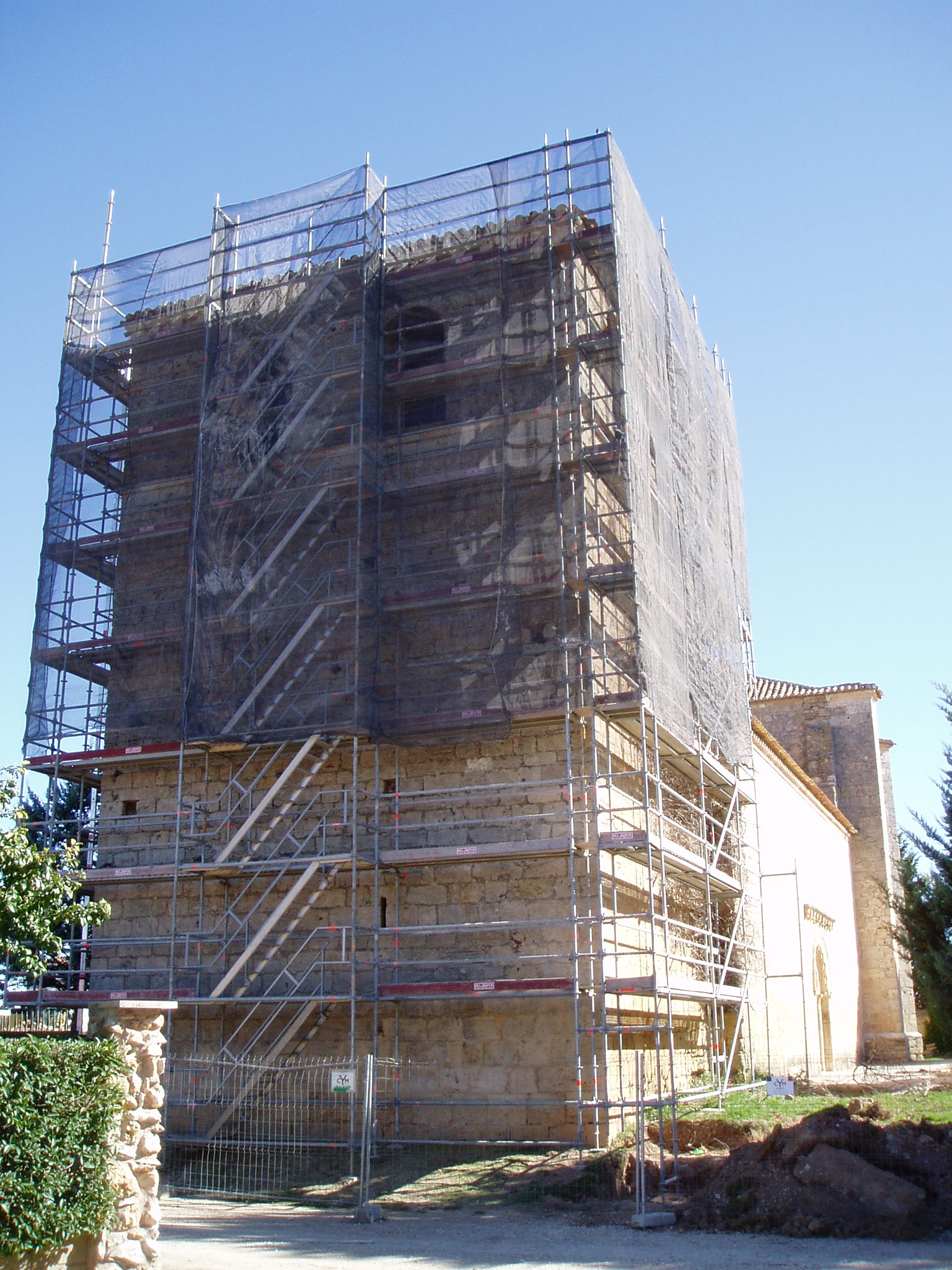
Torre en restauración de la Iglesia de San Nicolás de Bari en Sinovas, España.

La restauración arquitectónica describe un proceso metodológico que consiste entre otras cosas en la renovación de cualquier elemento de una edificación. Esta fase engloba una amplia gama de actividades, desde la limpieza de la fachada exterior hasta la consolidación de los cimientos.

## Concepto
Los edificios son estructuras que necesitan mantenimiento debido al paso de los años o al uso. El tipo de restauración depende de las necesidades del edificio y otras circunstancias, tales como el estado de conservación del edificio o el tipo de maquinaria necesaria. Hay tres tipos de restauración principales:
- Limpieza : especialmente en la fachada del edificio. Habitualmente en los edificios de grandes ciudades son los que necesitan este trabajo debido a la polución procedente de las fábricas y vehículos.
- Reparación : consolidación de elementos deteriorados debido al paso del tiempo o al uso.
- Sustitución : Reconstrucción de elementos muy deteriorados que no permiten una reparación.

No todos los edificios al restaurarse siguen el mismo patrón del diseño original, es común en restauraciones completas en el casco histórico de las ciudades mantener solo la piel del edificio y sustituir por completo el interior.